# Kejsarmammut
Kejsarmammut (Mammuthus imperator) var en mammutart som fanns i Nordamerika. Man har funnit utmärkta fossil efter kejsarmammuten i La Brea i Kalifornien.
Djuret levde från pliocen för 4,9 miljoner år sedan till pleistocen för 11 000 år sedan.
Utbredningsområdet sträckte sig från Kanada till delstaten New Mexico i USA. I samma region levde dessutom arten Columbiamammut. I nyare tider blev båda arter ibland förväxlade men de skiljer sig genom betarnas form. Kejsarmammut beskrevs för första gången 1858 av Joseph Leidy som en fossil art i släktet Elephas.
Kejsarmammut var lite större än sina mera kända släktingar, ullhårig mammut och stäppmammut, då klimatet i sydvästra Nordamerika var varmare än i Eurasien och norra Nordamerika. Zoologerna antar att den inte hade en tjock päls som andra mammutar.